# Juicio por el Clima
El Juicio por el Clima o Greenpeace et al. v. Spain es el nombre de dos procesos judiciales abiertos en la actualidad frente al Tribunal Supremo de España.

## Historia del caso
En 2020, Ecologistas en Acción, Oxfam-Intermón y Greenpeace demandaron al Gobierno de España por no haber aprobado un Plan Nacional Integrado de Energía y Clima (PNIEC) a finales de 2019, en cumplimiento de la normativa europea que obliga a todos los Estados de la Unión Europea. 
El 17 de junio de 2021, las organizaciones ecologistas presentaron un nuevo recurso contra el Plan Nacional Integrado de Energía y Clima ya formalmente aprobado, en previsión de que el Tribunal accediera a la pretensión de la Abogacía del Estado de cerrar el procedimiento judicial inicialmente presentado por Greenpeace, Oxfam y Ecologistas en Acción. El segundo recurso, al que se han sumado como demandantes Juventud por el Clima-Fridays for Future y la Coordinadora de Organizaciones para el Desarrollo, está basado, igualmente, en la escasa ambición del plan en su previsión de reducción de emisiones de gases de efecto invernadero para 2030, que es sólo del 23 %, muy lejos del 55 % que sería necesario para tener alguna posibilidad de no superar el 1,5 °C de temperatura global y cumplir así sus compromisos climáticos internacionales. 

## Base jurídica
Ecologistas en Acción, Greenpeace y Oxfam Intermón consideraron que los esfuerzos del Gobierno de España resultaban insuficientes para cumplir con los compromisos internacionales adquiridos y para compensar la falta de acción de Gobiernos anteriores. Alegaron que el incumplimiento del Reglamento (UE) 2018/1999, de 11 de diciembre de 2018, sobre la gobernanza de la Unión de la Energía y de la Acción por el Clima –que establece que debía haber aprobado aprobado un Plan Nacional Integrado de Energía y Clima (PNIEC) y una Estrategia a Largo Plazo (ELP) con carácter definitivo en diciembre de 2019-, y que el borrador de dicho plan incumplía los compromisos asumidos por España con la ratificación del Acuerdo de París y las recomendaciones científicas del Panel Intergubernamental del Cambio Climático de Naciones Unidas (IPCC) para no superar 1,5 °C. En línea con esto, acorde con las organizaciones demandantes, la reducción de emisiones gases de efecto invernadero no debería ser inferior al 55 % en 2030 respecto a 1990 y al cero neto de las emisiones en 2040 . Sin embargo, el borrador del PNIEC del Gobierno fijaba un objetivo de reducción del 23 % de las emisiones en 2030.

## Antecedentes
El caso Urgenda (Países Bajos), el Affaire du Siècle (Francia) y Neubauer et al. v. Deutschland (Alemania) son los precedentes de cercanía del Juicio por el Clima. Todos estos casos se inspiran en la misma dinámica procesal: demandar al Gobierno frente al Tribunal correspondiente para conseguir una sentencia que obligue a una mayor ambición en materia de reducción de emisiones de gases de efecto invernadero.